# Giro del Belgio 1950
Il Giro del Belgio 1950, trentaquattresima edizione della corsa, si svolse in cinque tappe tra il 19 e il 23 maggio 1950, per un percorso totale di 1 218 km e fu vinto dal belga Albert Dubuisson.

## Tappe
| Tappa  | Data      | Percorso                 | km    | Vincitore di tappa | Leader cl. generale |
| ------ | --------- | ------------------------ | ----- | ------------------ | ------------------- |
| 1ª     | 19 maggio | Bruxelles > Blankenberge | 243   | Jean Bogaerts      |                     |
| 2ª     | 20 maggio | Blankenberge > Liegi     | 246   | Valère Ollivier    |                     |
| 3ª     | 21 maggio | Liegi > Bertrix          | 253   | Roger Decorte      |                     |
| 4ª     | 22 maggio | Bertrix > Mons           | 216   | Marcel De Mulder   |                     |
| 5ª     | 23 maggio | Mons > Bruxelles         | 260   | Raymond Impanis    | Albert Dubuisson    |
| Totale | Totale    | Totale                   | 1 242 |                    |                     |

## Dettagli delle tappe

### 1ª tappa
- 19 maggio: Bruxelles > Blankenberge – 243 km

Risultati
| Pos. | Corridore         | Squadra      | Tempo    |
| ---- | ----------------- | ------------ | -------- |
| 1    | Jean Bogaerts     | Ruche-Dunlop | 6h51'59" |
| 2    | André Maelbrancke | Starnord     | s.t.     |
| 3    | Ernest Sterckx    | Terrot       | s.t.     |

### 2ª tappa
- 20 maggio: Blankenberge > Liegi – 246 km

Risultati
| Pos. | Corridore         | Squadra       | Tempo    |
| ---- | ----------------- | ------------- | -------- |
| 1    | Valère Ollivier   | Bertin-Wolber | 6h36'26" |
| 2    | Edward Peeters    | Garin-Wolber  | s.t.     |
| 3    | André Maelbrancke | Starnord      | s.t.     |

### 3ª tappa
- 21 maggio: Liegi > Bertrix – 253 km

Risultati
| Pos. | Corridore       | Squadra       | Tempo    |
| ---- | --------------- | ------------- | -------- |
| 1    | Roger De Corte  | Van Hauwaert  | 6h53'51" |
| 2    | Alberic Schotte | Alcyon-Dunlop | s.t.     |
| 3    | René Oreel      | Terrot        | s.t.     |

### 4ª tappa
- 22 maggio: Bertrix > Mons – 216 km

Risultati
| Pos. | Corridore        | Squadra       | Tempo    |
| ---- | ---------------- | ------------- | -------- |
| 1    | Marcel De Mulder | Groene Leeuw  | 6h04'43" |
| 2    | Joseph Verhaert  | Mercier       | s.t.     |
| 3    | Valère Ollivier  | Bertin-Wolber | a 10"    |

### 5ª tappa
- 23 maggio: Mons > Bruxelles – 260 km

Risultati
| Pos. | Corridore       | Squadra       | Tempo    |
| ---- | --------------- | ------------- | -------- |
| 1    | Raymond Impanis | Alcyon-Dunlop | 7h48'57" |
| 2    | Stan Ockers     | Terrot        | s.t.     |
| 3    | Jean Bogaerts   | Ruche-Dunlop  | s.t.     |

## Classifiche finali

### Classifica generale
| Pos. | Corridore          | Squadra        | Tempo     |
| ---- | ------------------ | -------------- | --------- |
| 1    | Albert Dubuisson   | Groene Leeuw   | 34h18'59" |
| 2    | René Oreel         | Terrot         | a 6"      |
| 3    | Roger Gyselinck    | La Gantoise    | s.t.      |
| 4    | René Walschot      | Dilecta-Wolber | a 30"     |
| 5    | Alberic Schotte    | Alcyon-Dunlop  | a 1'05"   |
| 6    | Maurice Blomme     | Bertin-Wolber  | a 3'46"   |
| 7    | Jozef Verhaert     | Mercier        | a 4'44"   |
| 8    | Marcel Verschueren | Elvé           | a 5'51"   |
| 9    | Henk de Hoog       | Terrot         | s.t.      |
| 10   | Jacques Geus       | Rochet-Dunlop  | a 6'01"   |